# Марк Сервилий (консул)
Марк Серви́лий (лат. Marcus Servilius (Nonianus); умер после 20 года) — политический деятель эпохи ранней Римской империи, ординарный консул 3 года.

## Биография
О происхождении Марка Сервилия достоверно ничего неизвестно; впрочем, предполагается, что его приёмным отцом мог являться народный трибун 43 года до н. э., носивший такое же имя, а родным — сенатор Ноний, жертва проскрипционных убийств 2-го триумвирата. 
В 3 году Марк Сервилий-младший занимал должность ординарного консула вместе с Луцием Элием Ламиёй. В 17 году император Тиберий отдал Сервилию наследство состоятельного римского всадника Пантулея как единственному наследнику умершего, хотя ему самому была завещана определённая доля. В 20 году Марк, по просьбе принцепса, дал в суде показания против Эмилии Лепиды, супруги Публия Сульпиция Квириния, обвиняемой в прелюбодеянии, колдовстве и попытке отравления.
Известно, что супругой Марка Сервилия была некая Нония. В этом браке родился сын — консул 35 года и историк Марк Сервилий Нониан.